# Pabna (ville)
Pour les articles homonymes, voir Pabna.
Pabna (en bengali: পাবনা) est une ville du Bangladesh située dans la division de Rajshahi, dans le nord-ouest du pays. Elle est le chef-lieu du district de Pabna.

## Géographie
Pabna est localisée sur la rive nord de la Padma, le principal bras du cours inférieur du Gange, à 16 m d'altitude. 
En 2012, sa population s'élevait à 186 781 habitants.

## Personnalités liées à Pabna
- Rassundari Devi